# Carl Caspar von Gaugreben
Carl Caspar von Gaugreben, auch Karl von Gaugreben, Karl Iwanowitsch Fongaugreben und Карлъ Иванович Фонгаугребен (* 22. April 1713 in Goddelsheim; † 1767 in Reval) war ein Generalleutnant in russischen Diensten.

## Leben
Carl von Gaugreben entstammt dem Geschlecht der Freiherren von Gaugreben aus der Linie Bruchhausen. Er war Sohn des Jobst Rabe Franz von Gaugreben (geb. 1684 in Goddelsheim, gest. 1747) und seiner Ehefrau Charlotte Wilhelmine, geb. von Spiegel.
Er trat 1732 in russische Dienste ein und diente 1737 als Rittmeister im Kürassier-Regiment von Münnich. Am 1. Januar 1748 wurde er Oberstleutnant. Ab 25. Dezember 1755 war er bis 1759 Kommandeur des 3. Kürassier-Regiments und wurde in dieser Position am 16. Juni 1758 Brigadier. Am 1. Januar 1759 folgte seine Beförderung zum Generalmajor und er wurde erneut vom 25. April 1762 bis 5. Juli 1762 Chef des 3. Kürassier-Regiments. Später wurde er Generalleutnant (Beförderung am 23. Mai 1762) und war Kommandant von Reval.
Er heiratete er die Livländerin Anna Elisabeth von Posse, Tochter von Moritz von Posse und Margaretha von Güntersberg.
Seine Tochter Charlotte von Lieven war Erzieherin des späteren russischen Zaren Nikolaus I.